# Список призёров летних Олимпийских игр 1988
Ниже представлен список всех призёров летних Олимпийских игр 1988 года, проходивших в Сеуле с 17 сентября по 2 октября 1988 года. В соревнованиях приняли участие 8391 спортсменов (6197 мужчин и 2194 женщины), представляющие 159 НОК. Было разыграно 237 комплектов медалей в 23 видах спорта. Представители 52 НОК стали призёрами игр, а 31 НОК стали чемпионами игр.
Впервые в истории игр все три призёра в конной выездке были женщинами. Шведская фехтовальщица Kerstin Palm стала первой женщиной, принявшей участи в семи Олимпийских играх, а настольный теннис дебютировал в программе игр. Теннис также вернулся в программу Игр после 64 лет перерыва. В соревнованиях приняли участие профессиональные теннисисты.
Восточногерманская велосипедистка Криста Лудинг-Ротенбургер, которая также была конькобежкой, стала серебряным призёром в велоспорте. Выиграв две медали на зимних играх 1988 года, она стала единственным человеком в истории, которая выиграла медали зимних и летних игр за один год.

## Академическая гребля

### Мужчины
| Дисциплина                      | Золото | Серебро | Бронза |
| Одиночки                        | Томас Ланге (GDR) | Петер-Михаэль Кольбе (FRG) | Эрик Вердонк (NZL) |
| Двойки парные                   | Нидерланды · Роналд Флорейн · Нико Ринкс | Швейцария · Беат Шверцман · Ули Боденман | СССР · Александр Марченко · Василий Якуша |
| Двойки распашные без рулевого   | Великобритания · Энди Холмс · Стив Редгрейв | Румыния · Драгош Нягу · Дэнуц Добре | Югославия · Боян Прешерн · Садик Муйкич |
| Двойки распашные с рулевым      | Италия · Кармине Аббаньяле · Джузеппе Аббаньяле · Джузеппе ди Капуа (рулевой)                                                                                           | ГДР · Марио Штрайт · Детлеф Кирхофф · Рене Ренш (рулевой) | Великобритания · Энди Холмс · Стив Редгрейв · Патрик Суини (рулевой)                                                                              |
| Четвёрки парные                 | Италия · Агостино Аббаньяле · Давиде Тидзано · Джанлука Фарина · Пьеро Поли                                                                                             | Норвегия · Альф Хансен · Рольф Торсен · Ларс Бьённес · Ветле Винье | ГДР · Йенс Кёппен · Штеффен Цюльке · Штеффен Богс · Хайко Хаберман                                                                                |
| Четвёрки распашные без рулевого | ГДР · Роланд Шрёдер · Ральф Брудель · Олаф Фёрстер · Томас Грайнер | США · Рауль Родригес · Томас Борер · Ричард Кеннелли · Дэвид Крмпотич | ФРГ · Гуидо Грабов · Фолькер Грабов · Норберт Кесслау · Йорг Путтлиц                                                                              |
| Четвёрки распашные с рулевым    | ГДР · Бернд Низекке · Хендрик Райхер · Карстен Шмелинг · Бернд Айхвурцель · Франк Клавонн                                                                               | Румыния · Димитрие Попеску · Иоан Снеп · Василе Томоягэ · Ладислау Ловренши · Валентин Робу                                                                                        | Новая Зеландия · Крис Уайт · Иан Райт · Эндрю Бёрд · Грег Джонстон · Джордж Кейс                                                                  |
| Восьмёрки                       | ФРГ · Бане Рабе · Экхардт Шульц · Ансгар Весслинг · Вольфганг Менниг · Маттиас Меллингхаус · Томас Мёлленкамп · Томас Домиан · Армин Айххольц · Манфред Кляйн (рулевой) | СССР · Вениамин Бут · Николай Комаров · Василий Тиханов · Александр Думчев · Павел Гурковский · Виктор Дидук · Виктор Омельянович · Андрей Васильев · Александр Лукьянов (рулевой) | США · Майк Тети · Джонатан Смит · Тед Паттон · Джек Рашер · Питер Норделл · Джеффри Маклафлин · Даг Бёрден · Джон Пескаторе · Сет Бауэр (рулевой) |

### Женщины
| Дисциплина                   | Золото | Серебро | Бронза |
| Одиночки                     | Ютта Берендт (GDR) | Энн Марден (USA) | Магдалена Георгиева (BUL)                                                                                                   |
| Двойки парные                | ГДР · Биргит Петер · Мартина Шрётер | Румыния · Элисабета Липэ · Вероника Коджану | Болгария · Виолета Нинова · Стефка Мадина                                                                                   |
| Двойки распашные без рулевой | Румыния · Родика Арба · Ольга Хомеги | Болгария · Радка Стоянова · Лалка Берберова | Новая Зеландия · Никки Пейн · Линли Ханнен                                                                                  |
| Четвёрки парные              | ГДР · Керстин Фёрстер · Кристина Мундт · Беате Шрамм · Яна Зоргерс                                                                                        | СССР · Ирина Калимбет · Светлана Мазий · Инна Фролова · Антонина Думчева                                                                                                   | Румыния · Анишоара Бэлан · Анишоара Миня · Элисабета Липэ · Вероника Коджану                                                |
| Четвёрки распашные с рулевой | ГДР · Мартина Вальтер · Герлинда Добершюц · Карола Хорниг · Бирте Зих · Сильвия Розе (рулевая)                                                            | Китай · Чжан Сянхуа · Ху Ядун · Ян Сяо · Чжоу Шоуин · Ли Жунхуа (рулевая)                                                                                                  | Румыния · Марьоара Трашкэ · Вероника Некула · Херта Аниташ · Дойна Шнеп-Бэлан · Екатерина Оанча (рулевая)                   |
| Восьмёрки                    | ГДР · Аннегрет Штраух · Юдит Цайдлер · Катрин Хаккер · Уте Вильд · Аня Клуге · Беатрикс Шрёэр · Рамона Бальтазар · Уте Штанге · Даниэла Нойнаст (рулевая) | Румыния · Дойна Шнеп-Бэлан · Вероника Некула · Херта Аниташ · Марьоара Трашкэ · Адрьяна Базон · Михаэла Армэшеску · Родика Арба · Ольга Хомеги · Екатерина Оанча (рулевая) | Китай · Чжоу Сюхуа · Чжан Яли · Хэ Яньвэнь · Хань Яцинь · Чжан Сянхуа · Чжоу Шоуин · Ян Сяо · Ху Ядун · Ли Жунхуа (рулевая) |

## Баскетбол
| Дисциплина | Золото | Серебро | Бронза |
| Мужчины    | СССРАлександр Волков · Тийт Сокк · Сергей Тараканов · Шарунас Марчюлёнис · Игорс Миглиниекс · Валерий Тихоненко · Римас Куртинайтис · Арвидас Сабонис · Виктор Панкрашкин · Вальдемарас Хомичюс · Александр Белостенный · Валерий Гоборов | ЮгославияДражен Петрович · Здравко Радулович · Зоран Чутура · Тони Кукоч · Жарко Паспаль · Желько Обрадович · Юре Здовц · Стойко Вранкович · Владе Дивац · Франьо Арапович · Дино Раджа · Данко Цветичанин     | СШАУилли Андерсон · Чарльз Смит IV · Стэйси Огмон · Бимбо Коулс · Джефф Грэйер · Херси Хокинс · Дэн Марли · Дэнни Мэннинг · Джей Ар Рид · Митч Ричмонд · Дэвид Робинсон · Чарльз Смит                           |
| Женщины    | СШАСинди Браун · Вики Баллетт · Синтия Купер · Энн Донован · Тереза Эдвардс · Кэми Этридж · Дженнифер Гиллом · Бриджетт Гордон · Андреа Ллойд · Катрина Макклейн · Сьюзи Макконнелл · Тереза Уизерспун                                    | ЮгославияСтойна Вангеловска · Мара Лакич · Жана Лелас · Элеонора Вилд · Корнелия Квесич · Данира Накич · Сладжяна Голич · Полона Дорник · Разия Муянович · Весна Байкуша · Анджелия Арбутина · Бояна Милошевич | СССРОльга Евкова · Ирина Герлиц · Олеся Барель · Ирина Сумникова · Ольга Бурякина · Ольга Яковлева · Ирина Минх · Александра Леонова · Елена Худашова · Виталия Туомайте · Наталья Засульская · Галина Савицкая |

## Бокс
| Дисциплина  | Золото                  | Серебро                    | Бронза                       |
| До 48 кг    | Ивайло Маринов (BUL)    | Майкл Карбахаль (USA)      | Леопольдо Серантес (PHI)     |
| До 48 кг    | Ивайло Маринов (BUL)    | Майкл Карбахаль (USA)      | Роберт Ишасеги (HUN)         |
| До 51 кг    | Ким Гван Сон (KOR)      | Андреас Тевс (GDR)         | Марио Гонсалес (MEX)         |
| До 51 кг    | Ким Гван Сон (KOR)      | Андреас Тевс (GDR)         | Тимофей Скрябин (URS)        |
| До 54 кг    | Кеннеди Маккинни (USA)  | Александр Христов (BUL)    | Хорхе Эльесер Хулио (COL)    |
| До 54 кг    | Кеннеди Маккинни (USA)  | Александр Христов (BUL)    | Пхачон Мунсан (THA)          |
| До 57 кг    | Джованни Паризи (ITA)   | Даниэль Думитреску (ROM)   | Ли Джэ Хёк (KOR)             |
| До 57 кг    | Джованни Паризи (ITA)   | Даниэль Думитреску (ROM)   | Абдельхак Ашик (MAR)         |
| До 60 кг    | Андреас Цюлов (GDR)     | Георг Крамне (SWE)         | Нэргуйн Энхбат (MGL)         |
| До 60 кг    | Андреас Цюлов (GDR)     | Георг Крамне (SWE)         | Ромаллис Эллис (USA)         |
| До 63,5 кг  | Вячеслав Яновский (URS) | Грэм Чейни (AUS)           | Ларс Мюрберг (SWE)           |
| До 63,5 кг  | Вячеслав Яновский (URS) | Грэм Чейни (AUS)           | Райнер Гис (FRG)             |
| До 67 кг    | Роберт Вангила (KEN)    | Лоран Будуани (FRA)        | Ян Дыдак (POL)               |
| До 67 кг    | Роберт Вангила (KEN)    | Лоран Будуани (FRA)        | Кеннет Гулд (USA)            |
| До 71 кг    | Пак Си Хун (KOR)        | Рой Джонс (USA)            | Рэй Дауни (CAN)              |
| До 71 кг    | Пак Си Хун (KOR)        | Рой Джонс (USA)            | Ричард Вудхолл (GBR)         |
| До 75 кг    | Генри Маске (GDR)       | Эгертон Маркус (CAN)       | Крис Санде (KEN)             |
| До 75 кг    | Генри Маске (GDR)       | Эгертон Маркус (CAN)       | Саид Хусейн Шах (PAK)        |
| До 81 кг    | Эндрю Мейнард (USA)     | Нурмагомед Шанавазов (URS) | Дамир Шкаро (YUG)            |
| До 81 кг    | Эндрю Мейнард (USA)     | Нурмагомед Шанавазов (URS) | Хенрик Петрих (POL)          |
| До 91 кг    | Рэй Мерсер (USA)        | Пэк Хён Ман (KOR)          | Анджей Голота (POL)          |
| До 91 кг    | Рэй Мерсер (USA)        | Пэк Хён Ман (KOR)          | Арнольд Вандерлиде (NED)     |
| Свыше 91 кг | Леннокс Льюис (CAN)     | Риддик Боу (USA)           | Александр Мирошниченко (URS) |
| Свыше 91 кг | Леннокс Льюис (CAN)     | Риддик Боу (USA)           | Януш Заренкевич (POL)        |

## Борьба

### Греко-римская борьба
| Дисциплина | Золото                  | Серебро                 | Бронза                   |
| До 48 кг   | Винченцо Маенца (ITA)   | Анджей Гломб (POL)      | Братан Ценов (BUL)       |
| До 52 кг   | Йон Рённинген (NOR)     | Ацудзи Мияхара (JPN)    | Ли Джэ Сок (KOR)         |
| До 57 кг   | Андраш Шике (HUN)       | Стоян Балов (BUL)       | Хараламбос Холидис (GRE) |
| До 62 кг   | Камандар Маджидов (URS) | Живко Вангелов (BUL)    | Ан Дэ Хён (KOR)          |
| До 68 кг   | Левон Джулфалакян (URS) | Ким Сон Мун (KOR)       | Тапио Сипиля (FIN)       |
| До 74 кг   | Ким Ён Нам (KOR)        | Даулет Турлыханов (URS) | Юзеф Трач (POL)          |
| До 82 кг   | Михаил Мамиашвили (URS) | Тибор Комароми (HUN)    | Ким Сан Гю (KOR)         |
| До 90 кг   | Атанас Комшев (BUL)     | Харри Коскела (FIN)     | Владимир Попов (URS)     |
| До 100 кг  | Анджей Вроньский (POL)  | Герхард Химмель (FRG)   | Деннис Козловски (USA)   |
| До 130 кг  | Александр Карелин (URS) | Рангел Геровский (BUL)  | Томас Йоханссон (SWE)    |

### Вольная борьба
| Дисциплина | Золото                   | Серебро                  | Бронза                  |
| До 48 кг   | Такаси Кобаяси (JPN)     | Иван Цонов (BUL)         | Сергей Карамчаков (URS) |
| До 52 кг   | Мицуро Сато (JPN)        | Шабан Трстена (YUG)      | Владимир Тогузов (URS)  |
| До 57 кг   | Сергей Белоглазов (URS)  | Аскари Мохаммадиан (IRI) | Но Гён Сон (KOR)        |
| До 62 кг   | Джон Смит (USA)          | Степан Саркисян (URS)    | Симеон Штерев (BUL)     |
| До 68 кг   | Арсен Фадзаев (URS)      | Пак Джан Сун (KOR)       | Нейт Карр (USA)         |
| До 74 кг   | Кенни Мондэй (USA)       | Адлан Вараев (URS)       | Рахмат Софиади (BUL)    |
| До 82 кг   | Хан Мён У (KOR)          | Неджми Генчалп (TUR)     | Йозеф Логиня (TCH)      |
| До 90 кг   | Махарбек Хадарцев (URS)  | Акира Ота (JPN)          | Ким Тхэу (KOR)          |
| До 100 кг  | Василе Пушкашу (ROM)     | Лери Хабелов (URS)       | Уильям Шерр (USA)       |
| До 130 кг  | Давид Гобеджишвили (URS) | Брюс Баумгартнер (USA)   | Андреас Шрёдер (GDR)    |

## Велоспорт

### Шоссейные гонки
| Дисциплина                                    | Золото                                                    | Серебро                                                                           | Бронза                                                            |
| Групповая гонка, мужчины                      | Олаф Людвиг (GDR)                                         | Бернд Грёне (FRG)                                                                 | Кристиан Хенн (FRG)                                               |
| Командная гонка с раздельным стартом, мужчины | ГДР · Ян Шур · Уве Амплер · Марио Куммер · Майк Ландсманн | Польша · Анджей Сыпытковский · Иокаим Халупчок · Зенон Яскула · Марек Лесьневский | Швеция · Мишель Лафис · Андерс Ярл · Бьорн Юханссон · Ян Карлссон |
| Групповая гонка, женщины                      | Моник Кноль (NED)                                         | Ютта Нихаус (FRG)                                                                 | Лайма Зилпорите (URS)                                             |

### Трековые гонки

#### Мужчины
| Дисциплина                    | Золото                                                                         | Серебро                                                           | Бронза                                                                                |
| Гонка преследования           | Гинтаутас Умарас (URS)                                                         | Дин Вудс (AUS)                                                    | Бернд Диттерт (GDR)                                                                   |
| Командная гонка преследования | СССР · Вячеслав Екимов · Артурас Каспутис · Дмитрий Нелюбин · Гинтаутас Умарас | ГДР · Карстен Вулф · Штеффен Блохвиц · Роленд Хенниг · Дирк Майер | Австралия · Скотт Макгрори · Уэйн Маккарни · Дин Вудс · Бретт Даттон · Стивен Макглед |
| Спринт                        | Лутц Хесслих (GDR)                                                             | Николай Ковш (URS)                                                | Гари Нейванд (AUS)                                                                    |
| Гит                           | Александр Кириченко (URS)                                                      | Мартин Винникомб (AUS)                                            | Роберт Лехнер (FRG)                                                                   |
| Гонка по очкам                | Дан Фрост (DEN)                                                                | Лео Пелен (NED)                                                   | Марат Ганеев (URS)                                                                    |

#### Женщины
| Дисциплина | Золото              | Серебро                         | Бронза          |
| Спринт     | Эрика Салумяэ (URS) | Криста Лудинг-Ротенбургер (GDR) | Конни Янг (USA) |

## Водное поло
|         | Золото | Серебро | Бронза |
| Мужчины | Югославия · Драган Андрич · Мислав Безмалинович · Перица Букич · Мирко Вичевич · Игор Гочанин · Веселин Джюхо · Дени Лушич · Игор Миланович · Томислав Пашквалин · Ренцо Посинкович · Горан Радженович · Дубравко Шименц · Александар Шоштар | США · Джеймс Бергесон · Грегори Бойер · Петер Кэмпбелл · Джеффри Кэмпбелл · Джоди Кэмпбелл · Кристофер Даплэнти · Майкл Эванс · Дуглас Кимбелл · Крэйг Класс · Алан Мучавар · Кевин Робертсон · Терри Шрёдер · Крейг Уилсон | СССР   |

## Волейбол
|         | Золото | Серебро | Бронза |
| Женщины | СССР Валентина Огиенко Елена Волкова Марина Кумыш Ирина Смирнова Татьяна Сидоренко Ирина Пархомчук Татьяна Крайнова Ольга Шкурнова Марина Никулина Елена Овчинникова Ольга Кривошеева Светлана Корытова Тренер — Николай Карполь | Перу Мириам Гальярдо Роса Гарсия Алехандра де ла Гуэрра Луиса Сервера Наталия Малага Габриэла Перес дель Солар Сесилия Тайт Хина Торреальва Сенайда Урибе Дениссе Фахардо Соня Эередия Катерин Орни Тренер — Пак Ман Бок | Китай Цуй Юнмэй Цзян Ин Хоу Юйчжу Чжэн Мэйчжу Ян Силань Ян Сяоцзюнь У Дань Ван Яцзюнь Сюй Хуэйцзюань Ли Юэмин Ли Гоцзюнь Чжао Хун Тренер — Шан Жунфан                                                         |
| Мужчины | США Крейг Бак Карч Кирай Риччи Лайтис Дуглас Пати Джон Рут Дэйв Сандерс Эрик Сато Джефф Сторк Трой Таннер Стив Тиммонс Скотт Форчун Роберт Ствртлик Тренер — Марвин Данфи                                                        | СССР Ярослав Антонов Раймонд Вилде Вячеслав Зайцев Евгений Красильников Андрей Кузнецов Валерий Лосев Юрий Панченко Игорь Рунов Юрий Сапега Александр Сороколет Владимир Шкурихин Юрий Чередник Тренер — Геннадий Паршин | Аргентина Хавьер Вебер Алехандро Диз Клаудио Зулинелло Вальдо Кантор Даниэль Кастельяни Рауль Кирога Даниэль Колла Эстебан Мартинес Уго Конте Хуан Коминетти Эстебан да Пальма Тренер — Хуан Карлос Куминетти |

## Гандбол
|         | Золото | Серебро                                                     | Бронза |
| Женщины | Республика Корея | Норвегия · Хьерстин Андерсен · Берит Дигре · Марте Элиассон | СССР · Татьяна Джанджгава (Шалимова) · Наталья Русначенко · Наталья Анисимова (Гуськова) · Марина Базанова · Татьяна Горб · Элина Гусева · Лариса Карлова · Наталья Лапицкая (Цыганкова) · Светлана Манькова · Наталья Митрюк · Наталья Морскова (Кирчик) · Елена Немашкало · Ольга Семёнова · Евгения Товстоган · Зинаида Турчина |
| Мужчины | СССР · Андрей Лавров · Игорь Чумак · Вячеслав Атавин · Валерий Гопин · Александр Каршакевич · Юрий Нестеров · Вальдемар Новицкис · Александр Рыманов · Константин Шароваров · Юрий Шевцов · Георгий Свириденко · Александр Тучкин · Андрей Тюменцев · Михаил Васильев | Республика Корея                                            | Югославия · Мирко Башич · Йожеф Хольперт · Борис Ярак · Слободан Кузмановски · Мухамед Мемич · Альваро Начинович · Горан Перковац · Златко Портнер · Изток Пуц · Роландо Пушник · Момир Рнич · Златко Сарачевич · Ирфан Смайлагич · Эрмин Велич · Веселин Вуйович                                                                  |

## Гимнастика

### Спортивная гимнастика

#### Женщины[13]
| Дисциплина            | Золото | Серебро | Бронза |
| Командное первенство  | СССР · Светлана Баитова · Светлана Богинская · Наталья Лащёнова · Елена Шевченко · Елена Шушунова · Ольга Стражева | Румыния · Аурелия Добре · Эуджения Голя · Челестина Попа · Габриэла Поторак · Даниэла Силиваш · Камелия Войня | ГДР · Ульрике Клотц · Беттина Шифердеккер · Дёрте Тюммлер · Габриэле Фенрих · Мартина Йенч · Дагмар Керстен |
| Абсолютное первенство | Елена Шушунова СССР                                                                                                | Даниэла Силиваш Румыния                                                                                       | Светлана Богинская СССР                                                                                     |
| Опорный прыжок        | Светлана Богинская СССР                                                                                            | Габриэла Поторак Румыния                                                                                      | Даниэла Силиваш Румыния                                                                                     |
| Брусья                | Даниэла Силиваш Румыния                                                                                            | Дагмар Керстен ГДР                                                                                            | Елена Шушунова СССР                                                                                         |
| Бревно                | Даниэла Силиваш Румыния                                                                                            | Елена Шушунова СССР                                                                                           | Габриэла Поторак Румыния Фиби Миллс США                                                                     |
| Вольные упражнения    | Даниэла Силиваш Румыния                                                                                            | Светлана Богинская СССР                                                                                       | Диана Дудева Болгария                                                                                       |

#### Мужчины[13]
| Дисциплина            | Золото | Серебро                                                                                               | Бронза |
| Командное первенство  | СССР · Владимир Артёмов · Валерий Люкин · Дмитрий Билозерчев · Сергей Харьков · Владимир Гоголадзе · Владимир Новиков | ГДР · Ральф Бюхнер · Хольгер Берендт · Ульф Хоффман · Сильвио Кролль · Свен Типпельт · Андреас Веккер | Япония · Юкио Икэтани · Коити Мидзусима · Дайсукэ Нисикава · Тосихару Сато · Хироюки Кониси · Такахиро Ямада |
| Абсолютное первенство | Владимир Артёмов СССР                                                                                                 | Валерий Люкин СССР                                                                                    | Дмитрий Билозерчев СССР                                                                                      |
| Вольные упражнения    | Сергей Харьков СССР                                                                                                   | Владимир Артёмов СССР                                                                                 | Лоу Юнь Китай Юкио Икэтани Япония                                                                            |
| Конь                  | Любомир Герасков Болгария Жолт Боркаи Венгрия Дмитрий Билозерчев СССР                                                 | не присуждалась                                                                                       | не присуждалась                                                                                              |
| Кольца                | Хольгер Берендт ГДР Дмитрий Билозерчев СССР                                                                           | не присуждалась                                                                                       | Свен Типпельт ГДР                                                                                            |
| Опорный прыжок        | Лоу Юнь Китай | Сильвио Кролль ГДР                                                                                    | Пак Джон Хун Республика Корея                                                                                |
| Брусья                | Владимир Артёмов СССР                                                                                                 | Валерий Люкин СССР                                                                                    | Свен Типпельт ГДР                                                                                            |
| Перекладина           | Владимир Артёмов СССР Валерий Люкин СССР                                                                              | не присуждалась                                                                                       | Хольгер Берендт ГДР Мариус Герман Румыния                                                                    |

### Художественная гимнастика[14]
|                           | Золото            | Серебро                    | Бронза                    |
| Индивидуальное многоборье | Марина Лобач СССР | Адриана Дунавская Болгария | Александра Тимошенко СССР |

## Гребля на байдарках и каноэ[15][16]

### Мужчины
| Дисциплина                 | Золото                                                                | Серебро                                                                      | Бронза                                                              |
| Каноэ-одиночка — 500 м     | Олаф Хойкродт ГДР                                                     | Михаил Сливинский СССР                                                       | Мартин Маринов Болгария                                             |
| Каноэ-одиночка — 1000 м    | Иван Клементьев СССР                                                  | Йорг Шмидт ГДР                                                               | Николай Бухалов Болгария                                            |
| Каноэ-двойка — 500 м       | СССР · Виктор Ренейский · Николай Журавский                           | Польша · Марек Доперала · Марек Лбик                                         | Франция · Филипп Рено · Жоэль Беттен                                |
| Каноэ-двойка — 1000 м      | СССР · Виктор Ренейский · Николай Журавский                           | ГДР · Олаф Хойкродт · Инго Шпелли                                            | Польша · Марек Доперала · Марек Лбик                                |
| Байдарка-одиночка — 500 м  | Жолт Дьюлаи Венгрия                                                   | Андреас Штеле ГДР                                                            | Пол Макдональд Новая Зеландия                                       |
| Байдарка-одиночка — 1000 м | Грег Бартон США                                                       | Грант Дэвис Австралия                                                        | Андре Воллебе ГДР                                                   |
| Байдарка-двойка — 500 м    | Новая Зеландия · Иэн Фергюсон · Пол Макдональд                        | СССР · Игорь Нагаев · Виктор Денисов                                         | Венгрия · Аттила Абрахам · Ференц Чипеш                             |
| Байдарка-двойка — 1000 м   | США · Грег Бартон · Норман Беллингем                                  | Новая Зеландия · Иэн Фергюсон · Пол Макдональд                               | Австралия · Питер Фостер · Келвин Грэм                              |
| Байдарка-четвёрка — 1000 м | Венгрия · Жолт Дьюлаи · Ференц Чипеш · Шандор Ходоши · Аттила Абрахам | СССР · Александр Мотузенко · Сергей Кирсанов · Игорь Нагаев · Виктор Денисов | ГДР · Кай Блум · Андре Воллебе · Андреас Штеле · Ханс-Йорг Близенер |

### Женщины
| Дисциплина                | Золото                                                              | Серебро                                                       | Бронза                                                                       |
| Байдарка-одиночка — 500 м | Ваня Гешева Болгария                                                | Биргит Шмидт ГДР                                              | Изабеля Дылевская Польша                                                     |
| Байдарка-двойка — 500 м   | ГДР · Биргит Шмидт · Анке Нотнагель                                 | Болгария · Ваня Гешева · Диана Палийска                       | Нидерланды · Аннемик Деркс · Аннемари Кокс                                   |
| Байдарка-четвёрка — 500 м | ГДР · Биргит Шмидт · Анке Нотнагель · Рамона Портвих · Хайке Зингер | Венгрия · Эрика Геци · Рита Кёбан · Эрика Месарош · Эва Ракус | Болгария · Ваня Гешева · Диана Палийска · Огняна Петрова · Борислава Иванова |

## Дзюдо[17]
| Категория   | Золото                      | Серебро                | Бронза                       |
| До 60 кг    | Ким Джэ Ёп Республика Корея | Кевин Асано США        | Синдзи Хосокава Япония       |
| До 60 кг    | Ким Джэ Ёп Республика Корея | Кевин Асано США        | Амиран Тотикашвили СССР      |
| До 65 кг    | Ли Гён Гын Республика Корея | Януш Павловский Польша | Брюно Карабетта Франция      |
| До 65 кг    | Ли Гён Гын Республика Корея | Януш Павловский Польша | Ёсукэ Ямамото Япония         |
| До 71 кг    | Марк Александр Франция      | Свен Лолл ГДР          | Майкл Суэйн США              |
| До 71 кг    | Марк Александр Франция      | Свен Лолл ГДР          | Георгий Тенадзе СССР         |
| До 78 кг    | Вальдемар Легень Польша     | Франк Венеке ФРГ       | Торстен Брехот ГДР           |
| До 78 кг    | Вальдемар Легень Польша     | Франк Венеке ФРГ       | Башир Вараев СССР            |
| До 86 кг    | Петер Зайзенбахер Австрия   | Владимир Шестаков СССР | Акинобу Осако Япония         |
| До 86 кг    | Петер Зайзенбахер Австрия   | Владимир Шестаков СССР | Бен Спийкерс Нидерланды      |
| До 95 кг    | Аурелиу Мигел Бразилия      | Марк Майлинг ФРГ       | Деннис Стюарт Великобритания |
| До 95 кг    | Аурелиу Мигел Бразилия      | Марк Майлинг ФРГ       | Роберт ван де Валле Бельгия  |
| Свыше 95 кг | Хитоси Сайто Япония         | Хенри Штёр ГДР         | Чо Ён Чхоль Республика Корея |
| Свыше 95 кг | Хитоси Сайто Япония         | Хенри Штёр ГДР         | Григорий Веричев СССР        |

## Конный спорт[18]
| Дисциплина                     | Золото                                                                          | Серебро                                                                                  | Бронза                                                                       |
| Троеборье личное первенство    | Марк Тодд на Харизме Новая Зеландия                                             | Йен Старк Великобритания                                                                 | Вирджиния Ленг Великобритания                                                |
| Троеборье командное первенство | ФРГ · Клаус Эрхорн · Маттиас Андреас Бауман · Тис Каспарайт · Ральф Эренбринк   | Великобритания · Капитан Марк Филлипс · Карен Стрэкер · Вирджиния Ленг · Йен Старк       | Новая Зеландия · Марк Тодд · Маргарет Найтон · Эндрю Бенни · Тинкс Поттингер |
| Конкур личное первенство       | Пьер Дюран Франция                                                              | Грег Бест США                                                                            | Карстен Хук ФРГ                                                              |
| Конкур командное первенство    | ФРГ · Людгер Бербаум · Вольфганг Бринкман · Дирк Хафемайстер · Франке Слотхак   | США · Грег Бест · Лиза Энн Джакуин · Анне Курсински · Джозеф Фаргис                      | Франция · Юбер Бурди · Фредерик Коттье · Мишель Робер · Пьер Дюран           |
| Выездка личное первенство      | Николь Упхофф ФРГ                                                               | Маргит Отто-Крепен Франция                                                               | Кристин Штюкельбергер Швейцария                                              |
| Выездка командное первенство   | ФРГ · Райнер Климке · Анн-Катрин Линзенхофф · Моника Теодореску · Николь Упхофф | Швейцария · Отто Йозеф Хофер · Кристин Штюкельбергер · Даниэль Рамзайер · Самюэль Шацман | Канада · Синтия Нил-Ишой · Эва Прахт · Джина Смит · Эшли Николл              |

## Лёгкая атлетика[19]

### Женщины
| Дисциплина       | Золото                                                                                          | Серебро                                                                          | Бронза                                                                                                 |
| 100 метров       | Флоренс Гриффит-Джойнер США                                                                     | Эвелин Эшфорд США                                                                | Хайке Дауте ГДР                                                                                        |
| 200 метров       | Флоренс Гриффит-Джойнер США                                                                     | Грейс Джексон Ямайка                                                             | Хайке Дауте ГДР                                                                                        |
| 400 метров       | Ольга Брызгина СССР                                                                             | Петра Мюллер ГДР                                                                 | Ольга Назарова СССР                                                                                    |
| 800 метров       | Зигрун Водарс ГДР                                                                               | Кристин Вахтель ГДР                                                              | Ким Галлахер, США                                                                                      |
| 1500 метров      | Паула Иван Румыния                                                                              | Лаймуте Байкаускайте СССР                                                        | Татьяна Самоленко СССР                                                                                 |
| 3000 метров      | Татьяна Самоленко СССР                                                                          | Паула Иван Румыния                                                               | Ивонн Мюррей, Великобритания                                                                           |
| 10 000 м         | Ольга Бондаренко СССР                                                                           | Лиз Макколган Великобритания                                                     | Елена Жупиева, СССР                                                                                    |
| 100 м с/б        | Йорданка Донкова Болгария                                                                       | Глория Зиберт, ГДР                                                               | Клаудия Заскевич, ФРГ                                                                                  |
| 400 м с/б        | Дебби Флинтофф-Кинг Австралия                                                                   | Татьяна Ледовская СССР                                                           | Эллен Фидлер, ГДР                                                                                      |
| Эстафета 4×100 м | США · Флоренс Гриффит-Джойнер · Эвелин Эшфорд · Элис Браун · Шейла Эчолс                        | ГДР · Зильке Мёллер · Керстин Берендт · Марлис Гёр · Ингрид Ланге                | СССР · Людмила Кондратьева · Галина Мальчугина · Марина Жирова · Наталья Помощникова · Майя Азарашвили |
| Эстафета 4×400 м | СССР · Татьяна Ледовская · Ольга Назарова · Мария Пинигина · Ольга Брызгина · Людмила Джигалова | США · Валери Бриско-Хукс · Флоренс Гриффит-Джойнер · Денин Ховард · Дайан Диксон | ГДР · Дагмар Нойбауэр · Сабине Буш · Кирстен Эммельман · Петра Мюллер                                  |
| Марафон          | Роза Мота, Португалия                                                                           | Лиза Мартин, Австралия                                                           | Катрин Дёрре, ГДР                                                                                      |
| Прыжки в длину   | Джекки Джойнер-Керси США                                                                        | Хайке Дауте ГДР                                                                  | Галина Чистякова, СССР                                                                                 |
| Прыжки в высоту  | Луиза Риттер, США                                                                               | Стефка Костадинова, Болгария                                                     | Тамара Быкова, СССР                                                                                    |
| Толкание ядра    | Наталья Лисовская, СССР                                                                         | Катрин Наймке, ГДР                                                               | Ли Мэйсу, Китай                                                                                        |
| Метание копья    | Петра Фельке, ГДР                                                                               | Фатима Уайтбрэд, Великобритания                                                  | Беате Кох, ГДР                                                                                         |
| Метание диска    | Мартина Хелльман, ГДР                                                                           | Диана Гански, ГДР                                                                | Цветанка Христова, Болгария                                                                            |
| Семиборье        | Джекки Джойнер-Керси США                                                                        | Сабине Йон, ГДР                                                                  | Анке Бемер, ГДР                                                                                        |

### Мужчины
| Дисциплина       | Золото                                                                                                | Серебро                                                                                           | Бронза                                                                     |
| 100 м            | Карл Льюис США                                                                                        | Линфорд Кристи Великобритания                                                                     | Кэлвин Смит США                                                            |
| 200 м            | Джо Делоч, США                                                                                        | Карл Льюис США                                                                                    | Робсон да Силва, Бразилия                                                  |
| 400 м            | Стив Льюис, США                                                                                       | Харри «Батч» Рейнольдс США                                                                        | Дэнни Эверетт, США                                                         |
| 800 м            | Пол Эренг, Кения                                                                                      | Жуакин Крус Бразилия                                                                              | Саид Ауита, Марокко                                                        |
| 1500 м           | Питер Роно, Кения                                                                                     | Питер Эллиотт Великобритания                                                                      | Йенс Петер Херольд, ГДР                                                    |
| 5000 м           | Джон Нгуги, Кения                                                                                     | Дитер Бауман, ФРГ                                                                                 | Ханс Йорг Кунце, ГДР                                                       |
| 10 000 м         | Брахим Бутайеб, Марокко                                                                               | Сальваторе Антибо, Италия                                                                         | Кипкембои Кимели, Кения                                                    |
| 110 м с/б        | Роджер Кингдом, США                                                                                   | Колин Джексон Великобритания                                                                      | Энтони Кэмпбелл, США                                                       |
| 400 м с/б        | Андре Филлипс, США                                                                                    | Эльхадж Диа Ба, Сенегал                                                                           | Эдвин Мозес, США                                                           |
| 3000 м с пр.     | Джулиус Кариуки, Кения                                                                                | Питер Коэч, Кения                                                                                 | Марк Роуленд Великобритания                                                |
| Эстафета 4×100 м | СССР · Виктор Брызгин · Владимир Крылов · Владимир Муравьёв · Виталий Савин                           | Великобритания · Джон Реджис · Эллиот Банни · Майкл Макфарлейн · Линфорд Кристи                   | Франция · Брюно Мари-Роз · Даниэль Сангума · Жиль Кенеэрве · Макс Мориньер |
| Эстафета 4×400 м | США · Дэниэл Эверетт · Стив Льюис · Харри Рейнольдс · Кевин Робинзайн · Антонио Маккей · Эндрю Валмон | Ямайка · Говард Дэвис · Девон Моррис · Уинтроп Грэм · Берт Кэмерон · Тревор Грэм · Говард Бёрнетт | ФРГ · Норберт Добелайт · Эдгар Итт · Йёрг Вайхингер · Ральф Любке          |
| Ходьба на 20 км  | Йозеф Прибилинец, Чехословакия                                                                        | Рональд Вайгель, ГДР                                                                              | Маурицио Дамилано, Италия                                                  |
| Ходьба на 50 км  | Вячеслав Иваненко, СССР                                                                               | Рональд Вайгель, ГДР                                                                              | Хартвиг Гаудер, ГДР                                                        |
| Марафон          | Джелиндо Бордин, Италия                                                                               | Дуглас Вакиихури, Кения                                                                           | Ахмед Салах, Джибути                                                       |
| Прыжки в длину   | Карл Льюис США                                                                                        | Майк Пауэлл США                                                                                   | Ларри Майрикс США                                                          |
| Тройной прыжок   | Христо Марков Болгария                                                                                | Игорь Лапшин СССР                                                                                 | Александр Коваленко СССР                                                   |
| Прыжки в высоту  | Геннадий Авдеенко СССР                                                                                | Холлис Конвей                                                                                     | Патрик Шёберг, Швеция Рудольф Поварницын, СССР                             |
| Прыжки с шестом  | Сергей Бубка СССР                                                                                     | Родион Гатауллин СССР                                                                             | Григорий Егоров СССР                                                       |
| Толкание ядра    | Ульф Тиммерман, ГДР                                                                                   | Рэнди Барнс, США                                                                                  | Вернер Гюнтёр Швейцария                                                    |
| Метание копья    | Тапио Корьюс Финляндия                                                                                | Ян Железный Чехословакия                                                                          | Сеппо Рятю Финляндия                                                       |
| Метание диска    | Юрген Шульт, ГДР                                                                                      | Ромас Убартас, СССР                                                                               | Рольф Даннеберг, ФРГ                                                       |
| Метание молота   | Сергей Литвинов СССР                                                                                  | Юрий Седых, СССР                                                                                  | Юрий Тамм, СССР                                                            |
| Десятиборье      | Кристиан Шенк ГДР                                                                                     | Торстен Фосс ГДР                                                                                  | Дейв Стин Канада                                                           |

## Настольный теннис[20]

### Мужчины
| Категория        | Золото                             | Серебро                                     | Бронза                                   |
| Одиночный разряд | Ю Нам Гю Республика Корея          | Ким Ги Тхэк Республика Корея                | Эрик Линд Швеция                         |
| Парный разряд    | Китай · Чэнь Лунцань · Вэй Цингуан | Югославия · Илия Лупулеску · Зоран Приморац | Республика Корея · Ан Джэ Хён · Ю Нам Гю |

### Женщины
| Категория        | Золото                                      | Серебро                          | Бронза                                     |
| Одиночный разряд | Чэнь Цзин Китай                             | Ли Хуэйфэнь Китай                | Цзяо Чжиминь Китай                         |
| Парный разряд    | Республика Корея · Хён Джон Хва · Ян Ён Джа | Китай · Чэнь Цзин · Цзяо Чжиминь | Югославия · Ясна Фазлич · Гордана Перкучин |

## Парусный спорт[21]

### Женщины
|     | Золото                              | Серебро                                        | Бронза                                       |
| 470 | США · Аллисон Джолли · Линн Джоуэлл | Швеция · Марит Сёдерстрём · Бригитта Бенгтссон | СССР · Лариса Москаленко · Ирина Чуниховская |

### Мужчины
|                              | Золото                               | Серебро                                      | Бронза                           |
| Парусная доска (Виндгляйдер) | Новая Зеландия · Брюс Кендалл        | Нидерландские Антильские острова · Ян Бурсма | США · Майкл Гебхардт             |
| Финн                         | Испания · Хосе Луис Доресте          | Виргинские Острова (США) · Питер Хольмберг   | Новая Зеландия · Джон Катлер     |
| 470                          | Франция · Тьерри Пепонне · Люк Пилло | СССР · Тыну Тынисте · Тоомас Тынисте         | США · Джон Шедден · Чарльз Макки |

### Открытые классы
|                   | Золото                                          | Серебро                                                 | Бронза                                         |
| Летучий голландец | Дания · Йорген Босен-Мёллер · Кристиан Грёнборг | Норвегия · Оле Поллен · Эрик Бьёркум                    | Канада · Фрэнк Маклафлин · Джон Миллен         |
| Солинг            | ГДР · Йохен Шюман · Томас Флаш · Бернд Йекел    | США · Джон Костецки · Уильям Бэйлис · Роберт Биллингхэм | Дания · Йеспер Банк · Ян Матьясен · Стин Сехер |
| Звёздный          | Великобритания · Майкл Макинтайр · Филипп Вэйл  | США · Марк Рейнольдс · Харольд Хэнел                    | Бразилия · Торбен Граэл · Нельсон Фалькао      |
| Торнадо           | Франция · Жан лё Дерофф · Николя Энар           | Новая Зеландия · Крис Тиммс · Рекс Селлерс              | Бразилия · Ларс Граэл · Клинио Фрейтас         |

## Плавание[22]

### Женщины
| Дисциплина                     | Золото                                                                   | Серебро                                                                       | Бронза                                                      |
| ------------------------------ | ------------------------------------------------------------------------ | ----------------------------------------------------------------------------- | ----------------------------------------------------------- |
| 50 м вольным стилем            | Кристин Отто ГДР                                                         | Ян Вэньи Китай                                                                | Катрин Майсснер ГДР                                         |
| 50 м вольным стилем            | Кристин Отто ГДР                                                         | Ян Вэньи Китай                                                                | Джилл Стеркел США                                           |
| 100 м вольным стилем           | Кристин Отто ГДР                                                         | Чжуан Юн Китай                                                                | Катрин Плевински Франция                                    |
| 200 м вольным стилем           | Хайке Фридрих ГДР                                                        | Сильвия Полл Коста-Рика                                                       | Мануэла Штельмах ГДР                                        |
| 400 м вольным стилем           | Джанет Эванс США                                                         | Хайке Фридрих ГДР                                                             | Анке Мёринг ГДР                                             |
| 800 м вольным стилем           | Джанет Эванс США                                                         | Астрид Штраус ГДР                                                             | Джулия Макдональд Австралия                                 |
| Эстафета 4×100 вольный стиль   | ГДР · Катрин Майсснер · Кристин Отто · Мануэла Штельмах · Даниэла Хунгер | Нидерланды · Конни ван Бентум · Карин Бринессе · Марианне Мёйс · Милдред Мёйс | США · Мэри Уэйт · Митзи Кремер · Лаура Уолкер · Дара Торрес |
| 100 м брасс                    | Таня Дангалакова Болгария                                                | Антоанета Френкева Болгария                                                   | Силке Хёрнер, ГДР                                           |
| 200 м брасс                    | Силке Хёрнер, ГДР                                                        | Хуан Сяоминь Китай                                                            | Антоанета Френкева Болгария                                 |
| 100 м баттерфляй               | Кристин Отто ГДР                                                         | Бирте Вайганг ГДР                                                             | Цянь Хун Китай                                              |
| 200 м баттерфляй               | Катлин Норд, ГДР                                                         | Бирте Вайганг ГДР                                                             | Мэри Мигер, США                                             |
| 100 м на спине                 | Кристин Отто ГДР                                                         | Кристина Эгерсеги Венгрия                                                     | Корнелия Зирх, ГДР                                          |
| 200 м на спине                 | Кристина Эгерсеги Венгрия                                                | Катрин Циммерманн, ГДР                                                        | Корнелия Зирх, ГДР                                          |
| 200 м комплекс                 | Даниэла Хунгер, ГДР                                                      | Елена Дендеберова СССР                                                        | Ноэми Лунг, Румыния                                         |
| 400 м комплекс                 | Джанет Эванс США                                                         | Ноэми Лунг, Румыния                                                           | Даниэла Хунгер, ГДР                                         |
| Эстафета 4×100 комбинированная | ГДР · Катрин Майсснер · Кристин Отто · Бирте Вейганг · Зильке Хёрнер     | США · Элизабет Барр · Трэси Макфарлэйн · Джанел Джоргенсен · Мэри Уэйт        | Канада                                                      |

### Мужчины
| Дисциплина                     | Золото                                                              | Серебро | Бронза |
| ------------------------------ | ------------------------------------------------------------------- | --- | --- |
| 50 м вольный стиль             | Мэтт Бионди, США                                                    | Том Джегер, США | Геннадий Пригода, СССР |
| 100 м вольный стиль            | Мэтт Бионди, США                                                    | Кристофер Джекобс, США                                                                                                   | Стефан Карон, Франция |
| 200 м вольный стиль            | Данкан Армстронг, Австралия                                         | Андерс Хольмертц, Швеция                                                                                                 | Мэтт Бионди, США |
| 400 м вольный стиль            | Уве Дасслер, ГДР                                                    | Дункан Армстронг, Австралия                                                                                              | Артур Войдат, Польша |
| 1500 м вольный стиль           | Владимир Сальников, СССР                                            | Штефан Пфайффер, ФРГ | Уве Дасслер, ГДР |
| Эстафета 4×100 вольный стиль   | США · Мэтт Бионди · Крис Джейкобс · Трой Долби · Том Джегер         | СССР · Геннадий Пригода · Николай Евсеев · Юрий Башкатов · Владимир Ткаченко · Раймундас Мажуолис · Алексей Бориславский | ГДР · Штеффен Цеснер · Томас Флемминг · Ларс Хиннебург · Дирк Рихтер                                                                               |
| Эстафета 4×200 вольный стиль   | США · Мэтт Бионди · Мэттью Цетлински · Трой Долби · Дуглас Гьертсен | ГДР · Штеффен Цеснер · Уве Дасслер · Томас Флемминг · Свен Лодзиевски                                                    | ФРГ Томас Фарнер Михаэль Гросс Райнер Хенкель Эрик Хохштайн                                                                                        |
| 100 м брасс                    | Адриан Мурхаус, Великобритания                                      | Карой Гюттлер, Венгрия                                                                                                   | Дмитрий Волков, СССР |
| 200 м брасс                    | Йожеф Сабо, Венгрия                                                 | Ник Джиллингхем, Великобритания                                                                                          | Серхио Лопес, Испания |
| 100 м баттерфляй               | Энтони Нести, Суринам                                               | Мэтт Бионди, США | Энди Джеймсон, Великобритания |
| 200 м баттерфляй               | Михаэль Гросс, ФРГ                                                  | Бенни Нильсен, Дания | Энтони Мосс, Новая Зеландия |
| 100 м на спине                 | Дайти Судзуки, Япония                                               | Дэвид Беркофф, США | Игорь Полянский, СССР |
| 200 м на спине                 | Игорь Полянский, СССР                                               | Франк Балтруш, ГДР | Пол Кингсмен, Новая Зеландия |
| 200 м комплекс                 | Тамаш Дарньи, Венгрия                                               | Патрик Кюль, ГДР | Вадим Ярощук, СССР |
| 400 м комплекс                 | Тамаш Дарньи, Венгрия                                               | Дэвид Уортон, США | Стефано Батистелли, Италия |
| Эстафета 4×100 комбинированная | США · Мэтт Бионди · Крис Джейкобс · Дэвид Беркофф · Ричард Шрёдер   | Канада | СССР · Игорь Полянский · Дмитрий Волков · Геннадий Пригода · Вадим Ярощук · Сергей Заболотнов · Валерий Лозик · Константин Петров · Николай Евсеев |

## Прыжки в воду[23]
|         |              | Золото               | Серебро             | Бронза               |
| Женщины | Трамплин 3 м | Гао Минь, Китай      | Ли Цин, Китай       | Келли Маккормик, США |
|         | Вышка        | Сюй Яньмэй, Китай    | Мишель Митчелл, США | Венди Уильямс, США   |
| Мужчины | Трамплин 3 м | Грегори Луганис, США | Тань Ляндэ, Китай   | Ли Дэлян, Китай      |
|         | Вышка        | Грегори Луганис, США | Сюн Ни, Китай       | Хесус Мена, Мексика  |

## Синхронное плавание[24]
| Дисциплина | Золото                                  | Серебро                                | Бронза                                |
| Соло       | Каролин Уолдо Канада                    | Трейси Руис США                        | Микако Котани Япония                  |
| Дуэты      | Канада · Мишель Камерон · Каролин Уолдо | США · Карен Джозефсон · Сара Джозефсон | Япония · Мияко Танака · Микако Котани |

## Современное пятиборье[25]
| Дисциплина           | Золото                                                      | Серебро                                                           | Бронза                                                                |
| Личное первенство    | Янош Мартинек Венгрия (HUN)                                 | Карло Массулло Италия (ITA)                                       | Вахтанг Ягорашвили СССР (URS)                                         |
| Командное первенство | Венгрия (HUN) · Янош Мартинек · Аттила Мижер · Ласло Фабиан | Италия (ITA) · Карло Массулло · Даниэле Масала · Джанлука Тиберти | Великобритания (GBR) · Ричард Фелпс · Доминик Махоуни · Грэм Брукхаус |

## Стрельба[26]

### Мужчины
| Дисциплина                                     | Золото                        | Серебро                       | Бронза                  |
| Пневматический пистолет 10 метров              | Таню Киряков Болгария         | Эрих Булджунг США             | Сюй Хайфэн Китай        |
| Скорострельный пистолет 25 метров              | Афанасий Кузьмин СССР         | Ральф Шуман ГДР               | Золтан Ковач Венгрия    |
| Произвольный пистолет 50 метров                | Сорин Бабий Румыния           | Рагнар Сканокер Швеция        | Игорь Басинский СССР    |
| Пневматическая винтовка 10 метров              | Горан Максимович Югославия    | Николя Бертло Франция         | Йохан Ридерер ФРГ       |
| Малокалиберная винтовка, 3 положения 50 метров | Малкольм Купер Великобритания | Алистер Аллан Великобритания  | Кирилл Иванов СССР      |
| Малокалиберная винтовка, лёжа 50 метров        | Мирослав Варга Чехословакия   | Чха Ён Чхоль Республика Корея | Аттила Захоньи Венгрия  |
| Винтовка, движущаяся мишень 50 метров          | Тор Хейестад Норвегия         | Хуан Шипин Китай              | Геннадий Авраменко СССР |

### Женщины
| Дисциплина                                     | Золото                 | Серебро                | Бронза                   |
| Пневматический пистолет 10 метров              | Ясна Шекарич Югославия | Нино Салуквадзе СССР   | Марина Добранчева СССР   |
| Спортивный пистолет 25 метров                  | Нино Салуквадзе СССР   | Томоко Хасэгава Япония | Ясна Шекарич Югославия   |
| Пневматическая винтовка 10 метров              | Ирина Шилова СССР      | Сильвия Шпербер ФРГ    | Анна Малухина СССР       |
| Малокалиберная винтовка, 3 положения 50 метров | Сильвия Шпербер ФРГ    | Весела Лечева Болгария | Валентина Черкасова СССР |

### Открытые дисциплины — стендовая стрельба
| Дисциплина              | Золото               | Серебро                         | Бронза                  |
| Трап (траншейный стенд) | Дмитрий Монаков СССР | Милослав Беднаржик Чехословакия | Франс Петерс Бельгия    |
| Скит (круглый стенд)    | Аксель Вегнер ГДР    | Альфонсо де Ируаррисага Чили    | Хорхе Гвардиола Испания |

## Стрельба из лука[27]
| Вид                           | Золото                                                 | Серебро                                                           | Бронза                                                           |
| ----------------------------- | ------------------------------------------------------ | ----------------------------------------------------------------- | ---------------------------------------------------------------- |
| Мужчины, личное первенство    | Джей Баррс США                                         | Пак Сон Су Республика Корея                                       | Владимир Ешеев СССР                                              |
| Мужчины, командное первенство | Республика Корея · Пак Сон Су · Чон Ин Су · Ли Хан Соп | США · Джей Баррс · Ричард Маккини · Даррелл Пейс                  | Великобритания · Стивен Халлард · Ричард Пристмен · Лерой Уотсон |
| Женщины, личное первенство    | Ким Су Нён Республика Корея                            | Ван Хи Гён Республика Корея                                       | Юн Ён Сук Республика Корея                                       |
| Женщины, командное первенство | Республика Корея · Ким Су Нён · Ван Хи Гён · Юн Ён Сук | Индонезия · Лилис Хандаяни · Нурфитрияна Сайман · Кусума Вардхани | США · Дебора Окс · Дениз Паркер · Мелани Скиллмен                |

## Теннис[28]
| Категория                | Золото                            | Серебро                                    | Бронза                                         |
| Мужской одиночный разряд | Милослав Мечирж Чехословакия      | Тим Майотт США                             | Стефан Эдберг Швеция                           |
| Мужской одиночный разряд | Милослав Мечирж Чехословакия      | Тим Майотт США                             | Брэд Гилберт США                               |
| Женский одиночный разряд | Штеффи Граф ФРГ                   | Габриэла Сабатини Аргентина                | Зина Гаррисон США                              |
| Женский одиночный разряд | Штеффи Граф ФРГ                   | Габриэла Сабатини Аргентина                | Мануэла Малеева Болгария                       |
| Мужской парный разряд    | США · Кен Флэк · Роберт Сегусо    | Испания · Эмилио Санчес · Серхио Касаль    | Чехословакия · Милослав Мечирж · Милан Шрейбер |
| Мужской парный разряд    | США · Кен Флэк · Роберт Сегусо    | Испания · Эмилио Санчес · Серхио Касаль    | Швеция · Стефан Эдберг · Андерс Яррид          |
| Женский парный разряд    | США · Зина Гаррисон · Пэм Шрайвер | Чехословакия · Яна Новотна · Хелена Сукова | ФРГ · Штеффи Граф · Клаудиа Коде-Кильш         |
| Женский парный разряд    | США · Зина Гаррисон · Пэм Шрайвер | Чехословакия · Яна Новотна · Хелена Сукова | Австралия · Элизабет Смайли · Венди Тёрнбулл   |

## Тяжёлая атлетика[29]
| Категория    | Золото                    | Серебро                       | Бронза                      |
| до 52 кг     | Севдалин Маринов Болгария | Чон Бён Гван Республика Корея | Хэ Чжоцян Китай             |
| до 56 кг     | Оксен Мирзоян СССР        | Хэ Инцян Китай                | Лю Шоубинь Китай            |
| до 60 кг     | Наим Сулейманоглу Турция  | Стефан Топуров Болгария       | Е Хуаньмин Китай            |
| до 67,5 кг   | Йоахим Кунц ГДР           | Исраел Милитосян СССР         | Ли Цзиньхэ Китай            |
| до 75 кг     | Борислав Гидиков Болгария | Инго Штайнхёфель ГДР          | Александр Вырбанов Болгария |
| до 82,5 кг   | Исраил Арсамаков СССР     | Иштван Мешси Венгрия          | Ли Хён Гун Республика Корея |
| до 90 кг     | Анатолий Храпатый СССР    | Наиль Мухамедьяров СССР       | Славомир Завада Польша      |
| до 100 кг    | Павел Кузнецов СССР       | Николае Влад Румыния          | Петер Иммесбергер ФРГ       |
| до 110 кг    | Юрий Захаревич СССР       | Йожеф Ячо Венгрия             | Ронни Веллер ГДР            |
| свыше 110 кг | Александр Курлович СССР   | Манфред Нерлингер ФРГ         | Мартин Цавия ФРГ            |

## Футбол
Футболисты, перечисленные ниже черты, были в составе своих сборных, но не сыграли на турнире ни одного матча. Тем не менее, МОК рассматривает их как чемпионов или призёров Олимпийских игр. Тренерам медали на Олимпийских играх не вручаются.
| Золото | Серебро | Бронза |
| СССР · Дмитрий Харин · Алексей Чередник · Гела Кеташвили · Виктор Лосев · Игорь Скляров · Сергей Горлукович · Сергей Фокин · Арвидас Янонис · Алексей Михайличенко · Игорь Добровольский · Евгений Кузнецов · Евгений Яровенко · Владимир Татарчук · Игорь Пономарёв · Александр Бородюк · Юрий Савичев · Владимир Лютый · Арминас Нарбековас Алексей Прудников · Вадим Тищенко Тренер: Анатолий Бышовец | Бразилия · Клаудио Таффарел · Жоржиньо · Жуан Батиста · Адемир · Жеовани · Эдмар · Карека II · Ромарио · Андре Крус · Винк · Алоизио · Милтон · Нето · Жуан Пауло · Андраде · Бебето · Рикардо Гомес · Мазиньо · Валдо Фильо · Зе Карлос Тренер: Карлос Алберто Силва | ФРГ · Рудольф Боммер · Хольгер Фах · Вольфганг Функель · Армин Гёрц · Роланд Грахаммер · Томас Хесслер · Томас Хёрстер · Олаф Янссен · Уве Кампс · Герхард Клеппингер · Юрген Клинсман · Франк Милль · Карл-Хайнц Ридле · Кристиан Шрайер · Михаэль Шульц · Ральф Зиверс · Фриц Вальтер · Вольфрам Вуттке Оливер Рек · Гуннар Зауэр Тренер: Йоханнес Лёр |

## Хоккей на траве
|         | Золото         | Серебро          | Бронза     |
| Женщины | Австралия      | Республика Корея | Нидерланды |
| Мужчины | Великобритания | ФРГ              | Нидерланды |

## Фехтование[38]

### Мужчины
| Дисциплина                   | Золото                                                                                             | Серебро                                                                                       | Бронза                                                                                                  |
| Шпага. Личное первенство     | Арнд Шмитт ФРГ                                                                                     | Филипп Рибу Франция                                                                           | Андрей Шувалов СССР                                                                                     |
| Шпага. Командное первенство  | Франция · Оливье Ленгле · Филипп Рибу · Фредерик Дельпла · Жан-Мишель Анри · Эрик Среки            | ФРГ · Эльмар Борман · Фолькер Фишер · Томас Геруль · Александер Пуш · Арнд Шмитт              | СССР · Андрей Шувалов · Павел Колобков · Владимир Резниченко · Михаил Тишко · Игорь Тихомиров           |
| Рапира. Личное первенство    | Стефано Чериони Италия                                                                             | Удо Вагнер ГДР                                                                                | Александр Романьков СССР                                                                                |
| Рапира. Командное первенство | СССР · Владимир Апциаури · Анвар Ибрагимов · Борис Корецкий · Ильгар Мамедов · Александр Романьков | ФРГ · Маттиас Гей · Торстен Вайднер · Маттиас Бер · Ульрих Шрек · Томас Эндрес                | Венгрия · Жолт Эршек · Паль Секереш · Иштван Селей · Иштван Буса · Роберт Гатай                         |
| Сабля. Личное первенство     | Жан-Франсуа Ламур Франция                                                                          | Януш Олех Польша                                                                              | Джованни Скальцо Италия                                                                                 |
| Сабля. Командное первенство  | Венгрия · Имре Буйдошо · Ласло Чонгради · Имре Гедёвари · Дьёрдь Небальд · Бенце Сабо              | СССР · Андрей Альшан · Михаил Бурцев · Сергей Коряжкин · Сергей Миндиргасов · Георгий Погосов | Италия · Джованни Скальцо · Марко Марин · Джанфранко Далла Барба · Фердинандо Мельо · Массимо Кавальере |

### Женщины
| Дисциплина                   | Золото                                                                                  | Серебро                                                                                                   | Бронза                                                                                      |
| Рапира. Личное первенство    | Аня Фихтель ФРГ                                                                         | Сабине Бау ФРГ                                                                                            | Цита-Эва Функенхаузер ФРГ                                                                   |
| Рапира. Командное первенство | ФРГ · Аня Фихтель · Цита-Эва Функенхаузер · Кристиане Вебер · Сабине Бау · Аннетте Клюг | Италия · Дорина Ваккарони · Маргерита Залаффи · Франческа Бортолоцци · Лючия Траверса · Аннапия Гандольфи | Венгрия · Жужанна Яноши-Немет · Гертруд Штефанек · Жужанна Сёч · Каталин Тушак · Эдит Ковач |